# Sitticus damini
Sitticus damini là một loài nhện trong họ Salticidae.
Loài này thuộc chi Sitticus. Sitticus damini được Chyzer miêu tả năm 1891.